# Valoine
La Valoine est une rivière française du département de la Haute-Vienne et de la région Nouvelle-Aquitaine. C'est un affluent de la Vienne en rive gauche, donc un sous-affluent de la Loire.

## Géographie
Le cours d'eau naît au lieu-dit des Séchères, sur la commune d'Aureil. D'une longueur de 19,4 kilomètres la Valoine traverse cinq communes (Aureil, Eyjeaux, Feytiat, Limoges, Condat-sur-Vienne).

## Aménagements
Le 21 décembre 2004, Limoges Métropole a signé un contrat de restauration-entretien sur la Valoine avec l’Agence de l'eau Loire-Bretagne ayant pour but le rétablissement d'un bon écoulement respectant les équilibres naturels.
Cent-quatre-vingts hectares de la vallée sont classés en ZNIEFF de type 1, à cheval sur les communes de Feytiat, Eyjeaux et Boisseuil.